# August Neidhardt von Gneisenau
August Wilhelm Antonius conte Neidhardt von Gneisenau (27 octombrie 1760 - 23 august 1831) a fost un general și feldmareșal prusac al perioadei războaielor napoleoniene.